# Vilanova de Sau
Vilanova de Sau és un municipi de la comarca d'Osona i està situat a l'est de la regió de l'Alt Ter. Limita amb la comarca de la Selva. El Pantà de Sau i les Guilleries ocupen part del seu paisatge. Està situat a l'est del riu Ter. El Pantà de Sau, del municipi, porta molts turistes, ja que s'hi practiquen molts esports d'aigua.

## Geografia
- Llista de topònims de Vilanova de Sau (Orografia: muntanyes, serres, collades, indrets…; hidrografia: rius, fonts...; edificis: cases, masies, esglésies, etcètera).

| Entitat de població       | Habitants (2023) |
| Vilanova de Sau           | 253              |
| Sant Romà de Sau          | 42               |
| Sant Andreu de Bancells   | 11               |
| Sant Pere de Castanyadell | 4                |
| Font: Idescat             |                  |

## Història
Sau fou una demarcació formada per cinc parròquies: Sant Romà de Sau, Sant Pere de Castanyadell, Santa Maria de Vilanova, Sant Andreu Bancells i Sant Martí de Querós, agrupades entorn del castell de Corneli o Conile, documentat al 917. Era una zona rural poc habitada que s'agrupava el voltant del riu Ter. El nom de Sau passà als primers senyors, en Ramon Borrell de Sau al segle xii i aquesta línia s'extingí al segle xv que passà als Cabrera per enfeudament. També al segle xv apareix documentat el senyor de Savassona fins al darrer baró de Savassona, en J.F. Ferrer de Llupià (1764-1826).
Durant els segles XVII i XVIII la població augmentà, fins a les 167 famílies del 1782. El nucli de Vilanova, entorn de l'església, fou el que adquirí més vitalitat, i per això és el que constitueix la capital del terme municipal. De mitjan segle xix fins al 1930 es perdé gairebé la meitat de la població, només revifada durant l'època de la construcció del pantà. Un cop acabat, el despoblament ha estat progressiu i força important. El 1992 hi havia 309 hab., 210 a Vilanova de Sau, 75 a Sant Romà de Sau, 14 a Sant Pere de Castanyadell i 10 a Sant Andreu de Bancells.
El 1962 s'inaugurà el pantà i el poble de St. Romà va desaparèixer sota les aigües. El poble, no obstant emergeix de les aigües en èpoques de sequera, destacant-ne el campanar i l'església i les restes del cementiri. Vilanova de Sau, en canvi, va créixer i l'antic poble rural ara combina la història amb la creació d'un centre de serveis dedicats a l'oci i el turisme.

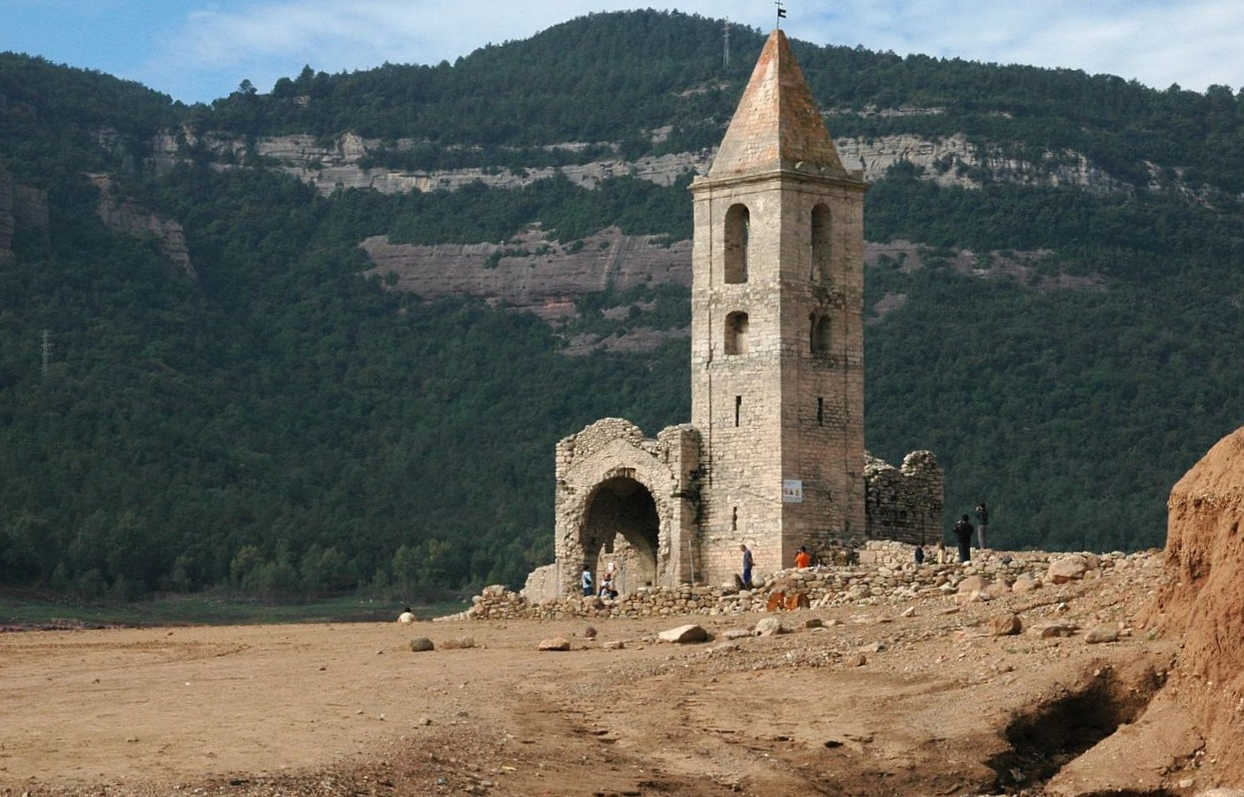
Sant Romà de Sau, dins del pantà de Sau
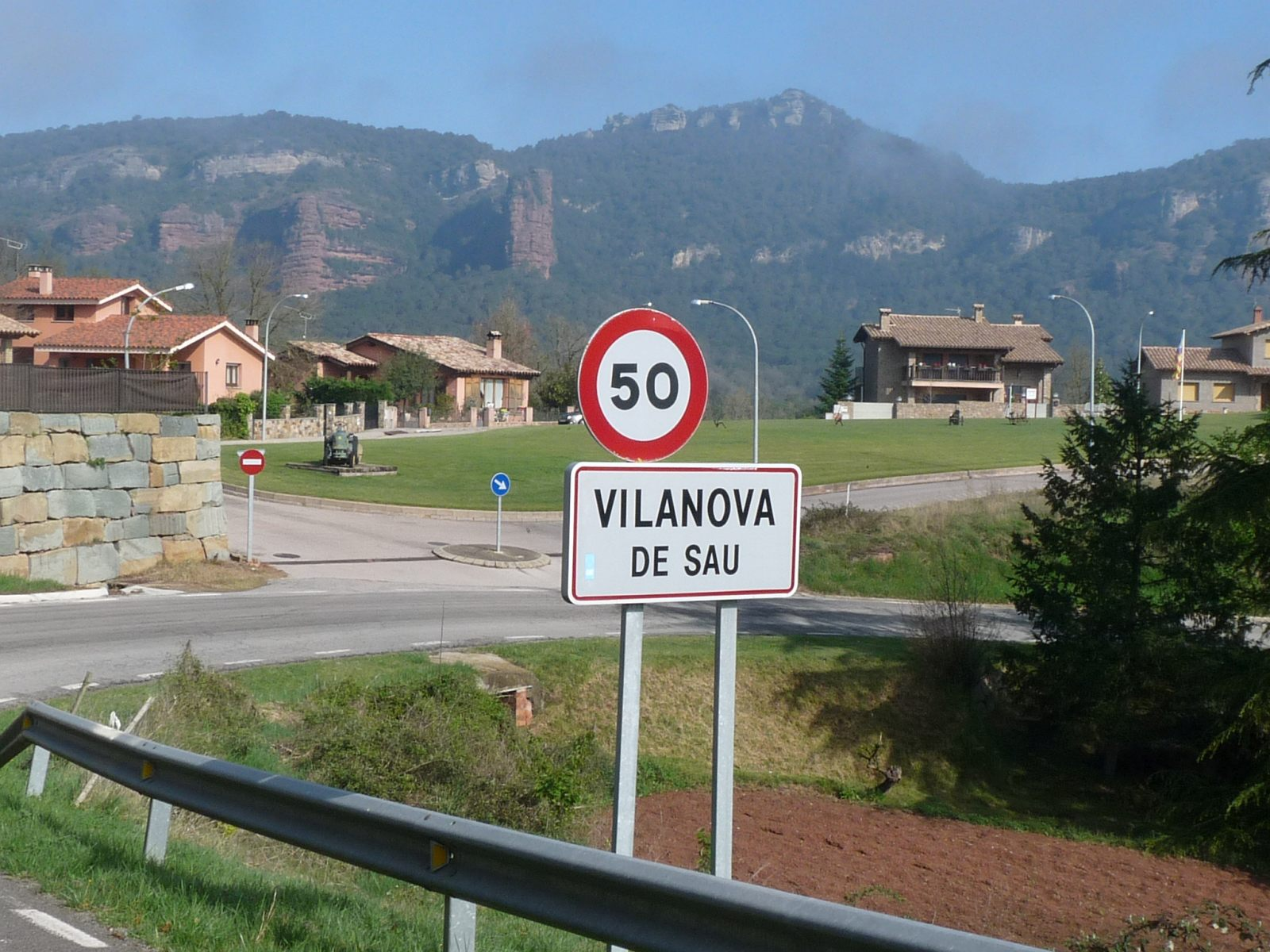
L'entrada del poble

## Demografia
| 1497 f | 1515 f | 1553 f | 1717 | 1787 | 1857  | 1877 | 1887 | 1900 | 1910 |
| ------ | ------ | ------ | ---- | ---- | ----- | ---- | ---- | ---- | ---- |
| 43     | 45     | 45     | 450  | 893  | 1.138 | 859  | 883  | 727  | 640  |

| 1920 | 1930 | 1940 | 1950 | 1960 | 1970 | 1981 | 1990 | 1992 | 1994 |
| ---- | ---- | ---- | ---- | ---- | ---- | ---- | ---- | ---- | ---- |
| 615  | 825  | 842  | 980  | 979  | 634  | 334  | 334  | 306  | 306  |

| 1996 | 1998 | 2000 | 2002 | 2004 | 2006 | 2008 | 2010 | 2012 | 2014 |
| ---- | ---- | ---- | ---- | ---- | ---- | ---- | ---- | ---- | ---- |
| 311  | 304  | 320  | 329  | 339  | 323  | 331  | 330  | 328  | 314  |

| 2016 | 2018 | 2020 | 2022 | 2024 | 2026 | 2028 | 2030 | 2032 | 2034 |
| ---- | ---- | ---- | ---- | ---- | ---- | ---- | ---- | ---- | ---- |
| 309  | 308  | 312  | 320  | 317  | -    | -    | -    | -    | -    |

## Llocs d'interès
- Puig Rodó (Vilanova de Sau)
- Domus del Pi
- El Roc del Migdia
- Museu Arqueològic de Vilanova de Sau[1]

## Festes
- Festa Major: Setmana del 15 d'agost
- Carnaval
- Fira d'herbes remeieres